# 上諸江站
上諸江站（日语：／ Kamimoroe eki */?）是位於石川縣金澤市諸江町，北陸鐵道的淺野川線車站。車站編號為A03。

## 車站構造
簡易式車站一座，車站四週均被住宅所包圍，不同於鄰站七屋站，因為路面狹窄，只設有階級入口，而未能建有無障礙斜道。月台上建有1座以組合板所建成的簡易式候車室。

### 月台
只設有側式月台1座。長約50公尺，大部份月台均設有上蓋。列車進站時，往內灘方向為左側上落；往金澤方向為右側上落。

## 歷史
- 1925年5月10日：車站啟用。

## 使用狀況
以下為1日平均上下車人次列表：
| 上下車人次變化 | 上下車人次變化 |
| 年度           | 1日平均人次    |
| -------------- | -------------- |
| 2011年         | 373            |
| 2012年         | 345            |
| 2013年         | 355            |
| 2014年         | 337            |
| 2015年         | 383            |
| 2016年         | 362            |
| 2017年         | 398            |
| 2018年         | 369            |
| 2019年         | 379            |

## 車站周邊
- AL.PLAZA金澤（日语：アル・プラザ金沢）
- 北鐵金澤巴士（日语：北鉄金沢バス）「上諸江」巴士站
- 地域醫療機能推進機構金澤醫院（日语：地域医療機能推進機構金沢病院）

## 相鄰車站
北陸鐵道
■淺野川線
七屋（A02）－上諸江（A03）－磯部（A04）

## 外部連結
- 北陸鐵道上諸江站 （页面存档备份，存于）